# Uzo Aduba
Uzoamaka Nwaneka Aduba (Boston, 10 de fevereiro de 1981), mais conhecida como Uzo Aduba, é uma atriz norte-americana. É mais conhecida por interpretar Suzanne "Crazy Eyes" Warren na série de televisão Orange Is the New Black da Netflix, pela qual ganhou dois Emmys e cinco SAG Awards.
Em 2020, Aduba interpretou Shirley Chisholm na minissérie do Hulu, Mrs. America, pela qual ganhou o Primetime Emmy Award de Melhor Atriz Coadjuvante em Série Limitada ou Filme e o Critics 'Choice Television Award de Melhor Atriz Coadjuvante em Filme/Minissérie. Em 2021, estrelou a quarta temporada da série In Treatment, pela qual recebeu uma nova indicação ao Emmy de Melhor Atriz em Série Dramática. No mesmo ano, apresentou na Broadway a peça Clyde’s e recebeu sua primeira indicação ao Tony Awards.

## Biografia
Uzo Aduba foi criada em Medfield, graduou-se no Medfield High School em 1999. Ela frequentou a Universidade de Boston, onde estudou canto lírico e competiu no atletismo. Ela descreve sua família como uma "família de amante dos esportes". 

## Filmografia

### Cinema
| Ano  | Título                    | Papel               | Nota             |
| ---- | ------------------------- | ------------------- | ---------------- |
| 2005 | Notes                     | —                   | Curta-metragem   |
| 2007 | Over There                | —                   | Curta-metragem   |
| 2011 | Wwjd                      | Bartender           | Curta-metragem   |
| 2013 | Sing Along                | Mulher na cafeteria | Curta-metragem   |
| 2013 | How to Live Like a Lady   | Professora          | Telefilme        |
| 2015 | Pearly Gates              | Corrie              |                  |
| 2017 | My Little Pony: The Movie | Rainha Ivona        | Voz              |
| 2017 | Candy Jar                 | Julia Russell       | Original Netflix |
| 2019 | Steven Universo - O Filme | Bismuto             | Cartoon Network  |

### Televisão
| Ano         | Título                    | Papel                       | Nota                                       |
| ----------- | ------------------------- | --------------------------- | ------------------------------------------ |
| 2012        | Project Runway: All Stars | Ela mesma                   | Episódio: "Puttin' On The Glitz"           |
| 2012        | Blue Bloods               | Nurse                       | Episódio: "Nightmares"                     |
| 2013 - 2019 | Orange Is the New Black   | Suzanne "Crazy Eyes" Warren | 80 episódios (Elenco principal T-2/T-7)    |
| 2014        | Saturday Night Live       | Daughter Dudley             | Episódio: "Woody Harrelson/Kendrick Lamar" |
| 2016        | Steven Universo           | Bismuto                     | 3ª temporada - Episódio 20/21              |
| 2018-2019   | Steven Universo           | Bismuto                     | 5ª temporada                               |
| 2019-2020   | Steven Universo Futuro    | Bismuto                     | Elenco Principal                           |
| 2020        | Mrs. America              | Shirley Chisholm            | Minissérie                                 |
| 2021        | In Treatment              | Dr. Brooke Taylor           | Papel principal                            |
| 2021        | Solos                     | Sasha                       | Série antológica                           |

## Prêmios e Indicações

#### Emmy Awards
| Ano  | Categoria                                           | Trabalho                | Resultado |
| ---- | --------------------------------------------------- | ----------------------- | --------- |
| 2014 | Melhor Atriz Convidada em Série de Comédia          | Orange Is the New Black | Venceu    |
| 2015 | Melhor Atriz Coadjuvante em Série Dramática         | Orange Is the New Black | Venceu    |
| 2016 | Melhor Atriz Coadjuvante em Série Dramática         | Orange Is the New Black | Indicado  |
| 2020 | Melhor Atriz Coadjuvante em Minissérie ou Telefilme | Mrs. America            | Venceu    |
| 2021 | Melhor Atriz em Série Dramática                     | In Treatment            | Indicado  |

#### Globo de Ouro
| Ano  | Categoria                             | Trabalho                | Resultado |
| ---- | ------------------------------------- | ----------------------- | --------- |
| 2015 | Melhor Atriz Coadjuvante em Televisão | Orange Is the New Black | Indicado  |
| 2016 | Melhor Atriz Coadjuvante em Televisão | Orange Is the New Black | Indicado  |
| 2022 | Melhor Atriz em Série Dramática       | In Treatment            | Indicado  |

#### SAG Awards
| Ano  | Categoria                         | Trabalho                | Resultado |
| ---- | --------------------------------- | ----------------------- | --------- |
| 2015 | Melhor Atriz em Série de Comédia  | Orange Is the New Black | Venceu    |
| 2015 | Melhor Elenco em Série de Comédia | Orange Is the New Black | Venceu    |
| 2016 | Melhor Atriz em Série de Comédia  | Orange Is the New Black | Venceu    |
| 2016 | Melhor Elenco em Série de Comédia | Orange Is the New Black | Venceu    |
| 2017 | Melhor Atriz em Série de Comédia  | Orange Is the New Black | Indicado  |
| 2017 | Melhor Elenco em Série de Comédia | Orange Is the New Black | Venceu    |
| 2018 | Melhor Atriz em Série de Comédia  | Orange Is the New Black | Indicado  |
| 2018 | Melhor Elenco em Série de Comédia | Orange Is the New Black | Indicado  |

#### Tony
| Ano  | Categoria                | Peça    | Resultado |  |
| ---- | ------------------------ | ------- | --------- |  |
| 2022 | Melhor Atriz Coadjuvante | Clyde’s | Indicado  |  |

1. ↑  «Godspell Talk Back - Uzo Aduba». Reviewing The Drama. 26 de março de 2012
2. ↑  «Outstanding Supporting Actress, Resident Play – 2004». (Awards and nominations) Theatre Washington. Consultado em 27 de outubro de 2013
3. ↑  «Uzo Aduba To Star In HBO's 'In Treatment' Which Is Officially A Go For Season 4». Deadline Hollywood. 27 de outubro de 2020. Consultado em 20 de julho de 2021
4. ↑  Ryan, Maureen (23 de agosto de 2013). «'Crazy Eyes' From 'Orange Is The New Black' Talks Flirting, Jodie Foster And That Infamous Scene». HuffingtonPost.com. Consultado em 27 de outubro de 2013
5. ↑  «SAG AWARDS 2015 - Conheça os vencedores». Cinefagia.com.br. 25 de janeiro de 2015. Consultado em 26 de janeiro de 2015